# Eupsilia devia
Eupsilia devia là một loài bướm đêm trong họ Noctuidae.